# Publius Iulius Aemilius Aquila
Publius Iulius Aemilius Aquila war ein im 3. Jahrhundert n. Chr. lebender römischer Politiker.
Durch eine Inschrift in griechischer Sprache, die in Perge gefunden wurde, ist belegt, dass Aquila zu einem unbestimmten Zeitpunkt Statthalter (Proconsul) in der Provinz Lycia et Pamphylia war; seine Amtszeit dürfte vermutlich in den Zeitraum zwischen 253 und 276 fallen.